# Liste de journaux en Suède
Voici une liste de journaux suédois :

## Journaux du matin
- Göteborgs-Posten (Göteborg)
- Dagens Nyheter (Stockholm)
- Svenska Dagbladet (Stockholm)
- Sydsvenska Dagbladet (Malmö)

## Journaux du soir
- Aftonbladet (Stockholm)
- Expressen (Stockholm)
  - GT (Göteborg)
  - Kvälls-Posten (Malmö)

## Journaux régionaux
- Arbetarbladet (Gävle)
- Barometern (Kalmar)
- Bohusläningen (Uddevalla)
- Blekinge Läns Tidning (Karlskrona)
- Borås Tidning (Borås)
- Dagbladet (Sundsvall)
- Dalademokraten (Falun)
- Fagerstaposten (Fagersta, Norberg)
- Falu Kuriren Falun
- Folkbladet (Norrköping)
- Gefle Dagblad (Gävle)
- Gotlands Allehanda (Visby)
- Gotlands Tidningar (Visby)
- Hallands Nyheter (Falkenberg)
- Hallandsposten (Halmstad)
- Helsingborgs Dagblad (Helsingborg)
- JönköpingsPosten (Jönköping)
- Kristianstadsbladet (Kristianstad)
- Länstidningen (Södertälje)
- Länstidningen (Östersund)
- Metro (Stockholm, Göteborg, Scanie, Uppsala)
- Nerikes Allehanda (Örebro)
- Norra Skåne (Hässleholm)
- Norra Västerbotten (Skellefteå)
- Norrbottenskuriren (Luleå)
- Norrköpings Tidningar (Norrköping)
- Norrländska Socialdemokraten (Luleå)
- Nya Wermlands Tidningen (Karlstad)
- Oskarshamnstidningen (Kalmar, Oskarshamn)
- Skaraborgs Allehanda (Skövde)
- Smålandsposten (Växjö)
- Stockholm City (Stockholm)
- Stockholm Spectator (Stockholm)
- Sundsvalls Tidning (Sundsvall)
- Södermanlands Nyheter (Gnesta, Nyköping, Oxelösund, Trosa)
- Tidningen Ångermanland (Härnösand, Kramfors, Sollefteå)
- Uppsala Nya Tidning (Uppsala)
- Vestmanlands Läns Tidning (Västerås)
- Värmlands Folkblad (Karlstad)
- Västerbottens Folkblad (Västerbotten)
- Västerbottens-Kuriren (Umeå)
- Örnsköldsviks Allehanda (Örnsköldsvik)
- Östersundsposten (Östersund)
- Östgöta Correspondenten (Linköping)
- Östran (Kalmar)

## Journaux en anglais
- The Local

## Journaux finlandais en suédois
- Hufvudstadsbladet (Helsinki/Helsingfors)
- Jakobstads Tidning (Jakobstad)
- Nya Åland (Mariehamn)
- Vasabladet (Vaasa/Vasa)
- Åland (journal) (Mariehamn)
- Borgåbladet (Porvoo/Borgå)
- Östra Nyland (Loviisa/Lovisa)
- Västra Nyland (Ekenäs)
- Åbo Underrättelser (Turku/Åbo)
- Syd-Österbotten (Närpes)
- Österbottningen (Kokkola/Karleby)

## Autres
- Dagens Industri (journal financier)